# منير عسيران
الشيخ منير عسيران العاملي الصيداوي (1870 -1947) عالم دين شيعي من جبل عامل في لبنان، أتقن أكثر من لغة، شارك في الحياة السياسية وتقلّد مناصب في الطائفة الشيعية في لبنان، عارض العثمانيين وحوكم وسجن فترة، وله عدد من المؤلفات في المجال الديني. 

## نسبه
هو الشيخ منير بن حسن بن محمد بن إبراهيم بن عبيد بن عسيران

### جده
الحاج محمد عسيران، كان من أهل العلم، ترك جبل عامل وجاور النجف وعاش فيها ما يقارب السنتين حتى وفاته، وله فيها أوقاف باسمه. له من الأولاد إبراهيم وحسن.

### والده
الحاج حسن بن محمد عسيران، كان من الأثرياء وقد تملّك ما يزيد عن العشرين قرية في جبل عامل وحده، ومن أولاده الشيخ منير عسيران (صاحب الترجمة) والحاج أحمد بن حسن عسيران الذي كان قنصلا لإيران في عكا، وصهرا للشيخ عبد الله نعمة. ومن أولاد الحاج أحمد عسيران، الشيخ محي الدين عسيران.

## ولادته
ولد في صيدا في العام 1870 ميلادي.

## دراسته
1. درس في الإرساليات المسيحية في بادئ أمره.
2. انتقل إلى النجف ودرس على أعلامها ومن أساتذته في النجف السيد محسن الأمين، وبقي في النجف حتى العام 1905 ميلادي.كما درس في النجف على الشيخ رضا ابن الشيخ محمد هادي الهمذاني النجفي.
3. اتقن العربية والفارسية والفرنسية والتركية.

## نشاطه السياسي
كان على تنسيق مع عبد الكريم الخليل (رئيس المنتدى الأدبي في الأستانة) وقد التقى به عدة مرات في صيدا، وكان مؤيدا لأفكاره الداعية إلى الوحدة العربية وتشكيل هيئات شبابية لهذا الغرض كما كان يعمل على تشكيل الجمعية العربية الثورية.
في العام 1915 ميلادي، اعتقل مع الشيخ أحمد عارف الزين والشيخ محي الدين عسيران وراشد عسيران ومصباح البزري وسعيد البزري وغيرهم من صيدا، واقتيدوا إلى عاليه حيث تمت محاكمتهم فيما عرف بالديوان العرفي، وأطلق سراحه فيما بعد.
في العام 1920 ميلادي شارك في مؤتمر وادي الحجير، الذي قرر الانضمام إلى الوحدة العربية بقيادة الأمير فيصل بن حسين في دمشق.

## كتاباته
1. أورد له الآغا بزرك الطهراني كتاب باسم: (تعديل الميزان[6])، وهو محاكمة لكتابي (عين الميزان) للشيخ محمد حسين بن الشيخ علي بن الشيخ محمد رضا آل كشف الغطاءفي انتقاد مقالة (ميزان الجرح والتعديل) للشيخ جمال الدين القاسمي الدمشقي.  النجفي.[7]
2. كما أورد الشيخ الطهراني كتابا آخر للشيخ منير عسيران وهو (كشف الستار في رد ما كتبه صاحب المنار).[8]
3. له كتاب حديقة الأدباء.[9]
4. وورد في موقع (مركز تعليمات إسلامي[10])أن له كتابا باسم (كاشفة اللثام عن حلية المتعة في الإسلام)

## في الشأن الديني والاجتماعي
في العام 1926، وفي زمن الانتداب الفرنسي على لبنان، عيّن رئيسا لمحكمة التمييز الجعفرية في لبنان.
في العام 1929، وفي عهد الرئيس شارل دبّاس تم تعيينه عضوا في المجمع العلمي اللبناني.
تولى رئاسة جمعية العلماء العاملية، خلفا للشيخ حسين مغنية
كان من الداعمين لجمعية المقاصد الخيرية الإسلامية في النبطية.

## وفاته
توفي في العام 1947 ميلادي. 